# Waldemar Szadny
Waldemar Romuald Szadny (Gorzów Wielkopolski; 8 de Maio de 1961 — ) é um político da Polónia. Ele foi eleito para a Sejm em 25 de Setembro de 2005 com 5941 votos em 8 no distrito de Zielona Góra, candidato pelas listas do partido Platforma Obywatelska.